# Gare d'Arai (Niigata)
La gare d'Arai (新井駅, Arai-eki) est une gare ferroviaire de la ville de Myōkō, dans la préfecture de Niigata au Japon. Elle est exploitée par la compagnie Echigo Tokimeki Railway.

## Situation ferroviaire
Arai est située au point kilométrique (PK) 21,0 de la ligne Myōkō Haneuma.

## Histoire
La gare a ouvert le 15 août 1886.

## Service des voyageurs

### Accueil
La gare dispose d'un bâtiment voyageurs, avec guichets, ouvert tous les jours.

### Desserte
- Ligne Myōkō Haneuma :
  - voies 1 et 3 : direction Jōetsumyōkō et Naoetsu (services Shirayuki pour Niigata)
  - voie 2 : direction Myōkō-Kōgen